# Lejeuneaceae
Lejeuneaceae är en familj av bladmossor. Enligt Catalogue of Life ingår Lejeuneaceae i ordningen Porellales, klassen Jungermanniopsida, divisionen bladmossor och riket växter, men enligt Dyntaxa är tillhörigheten istället ordningen Jungermanniales, klassen levermossor, divisionen levermossor och riket växter. Enligt Catalogue of Life omfattar familjen Lejeuneaceae 174 arter. 

## Bildgalleri

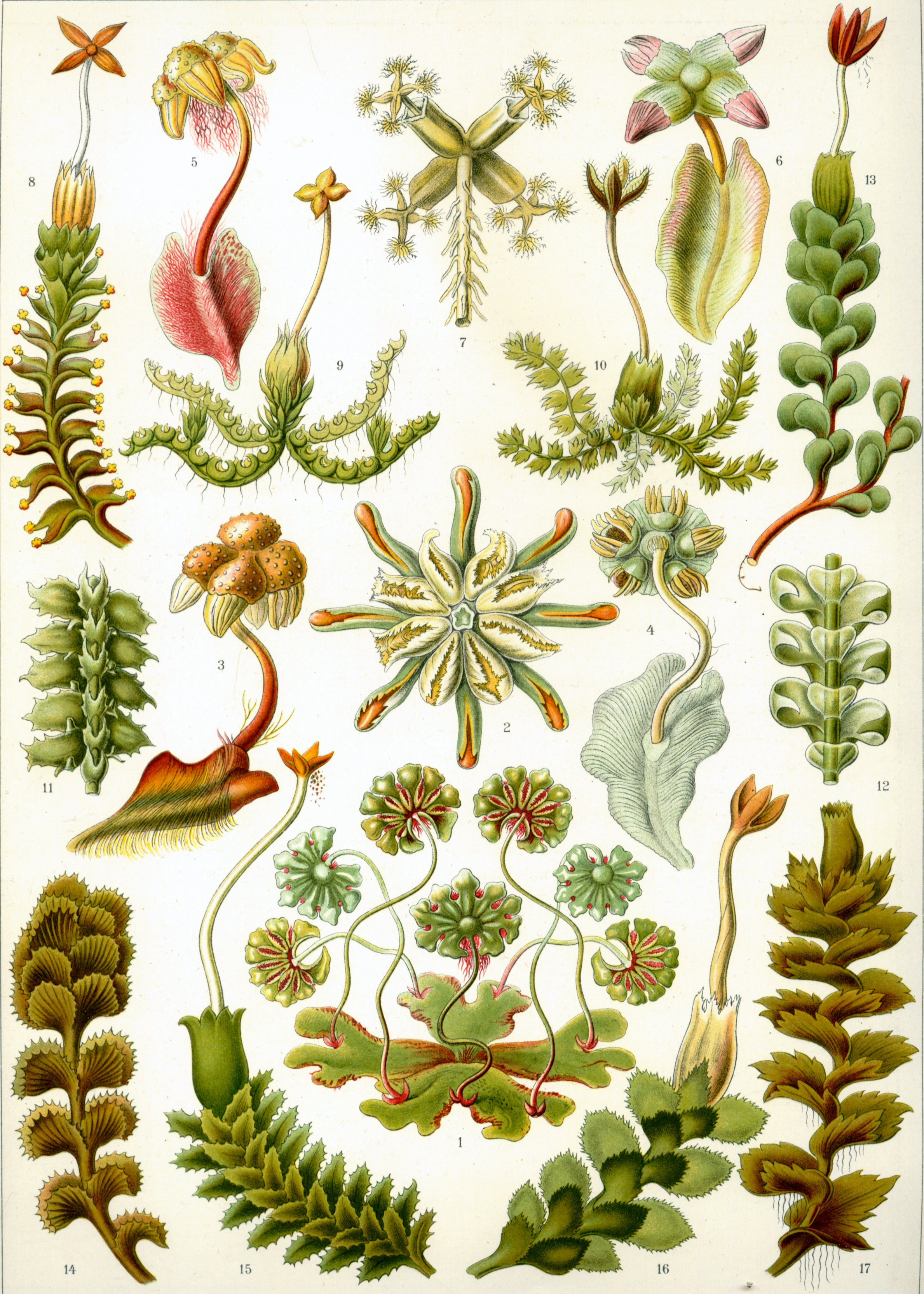
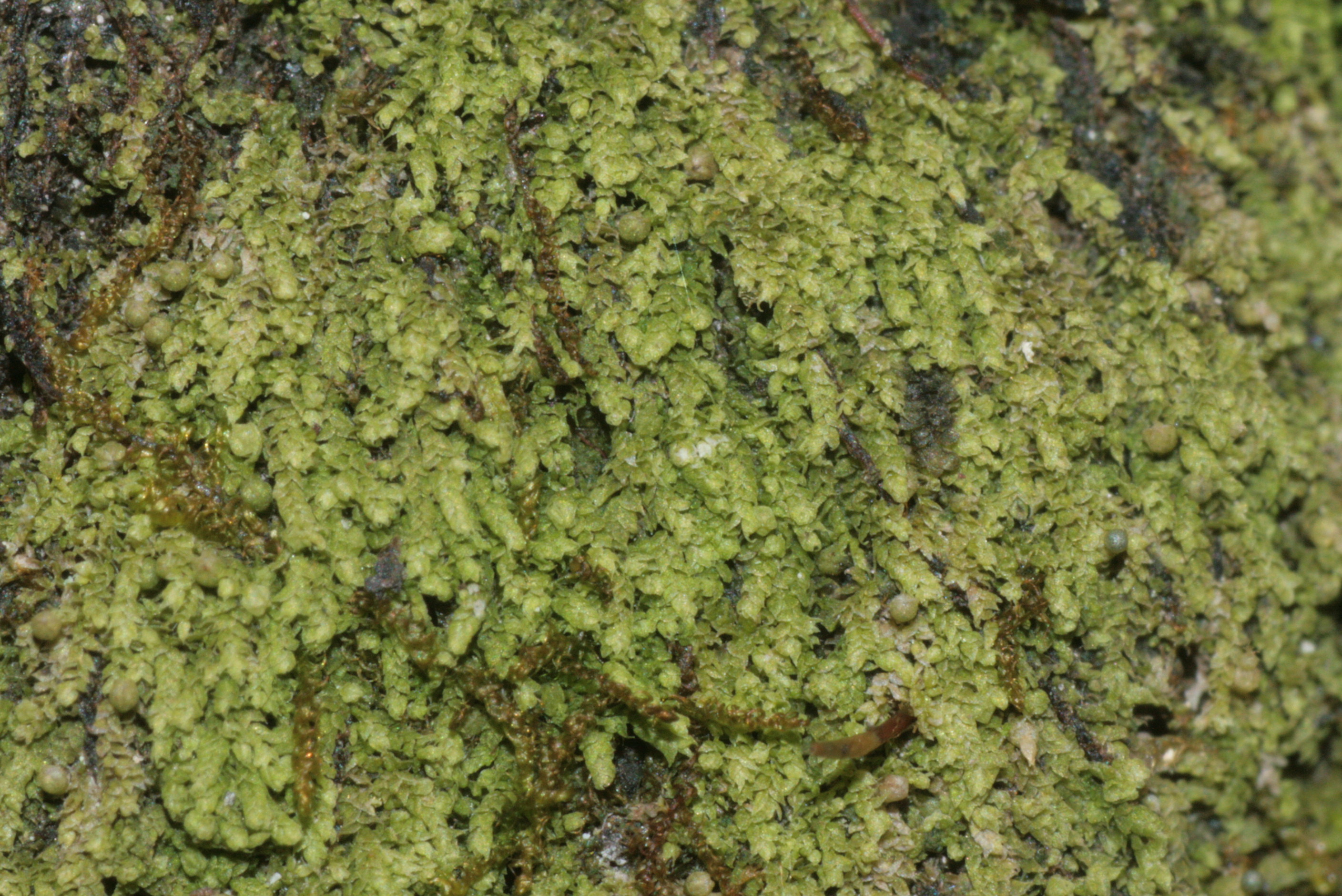
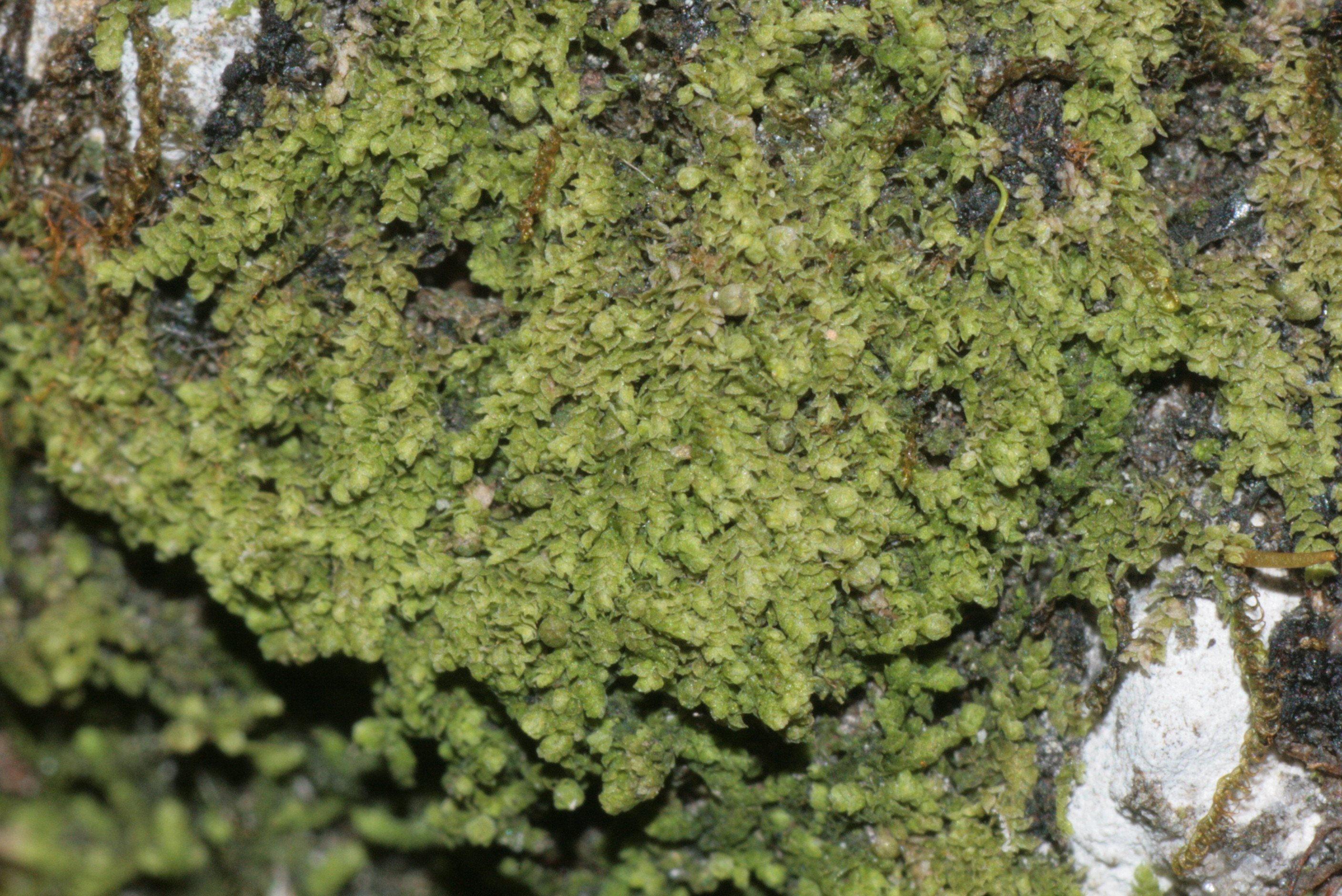
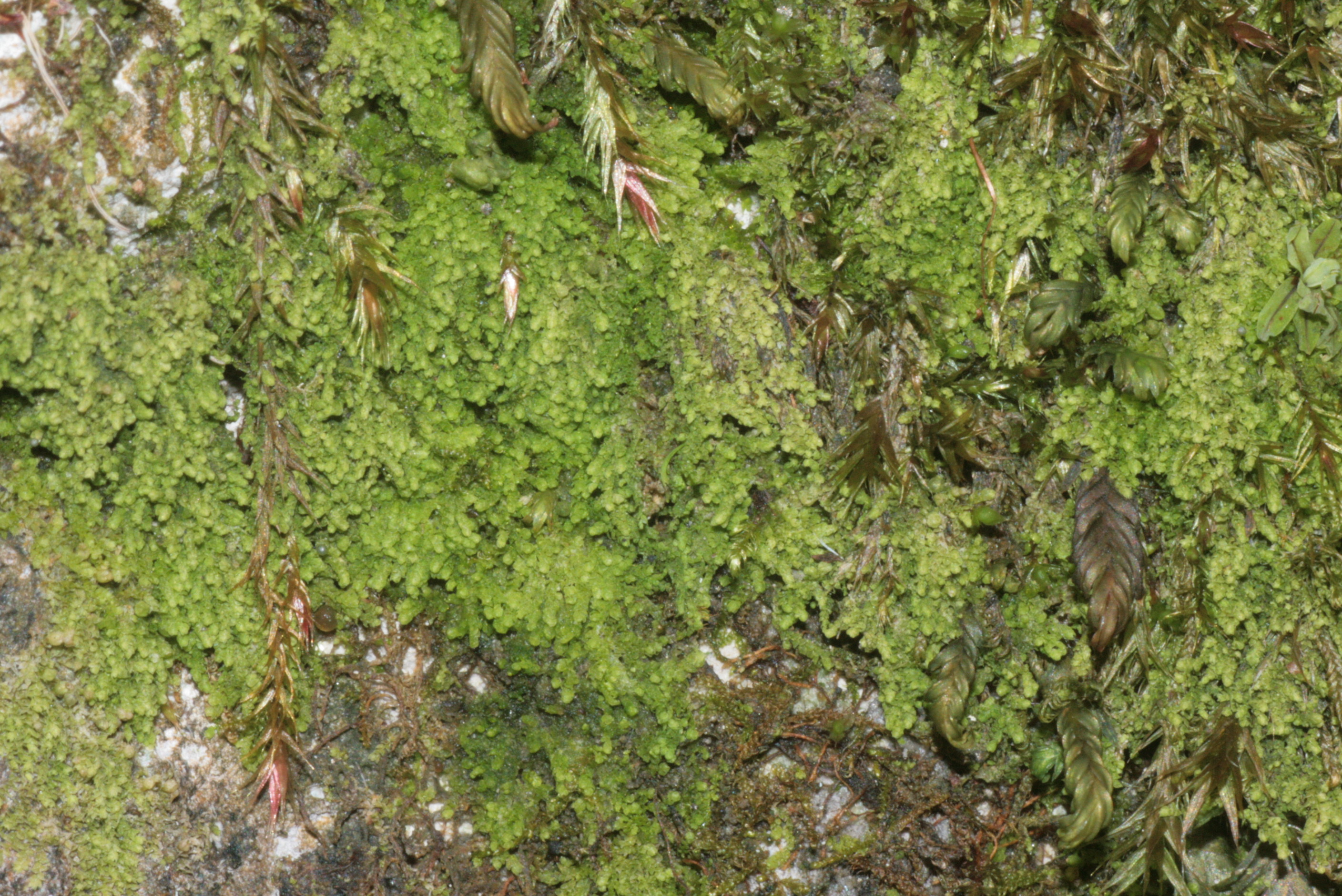
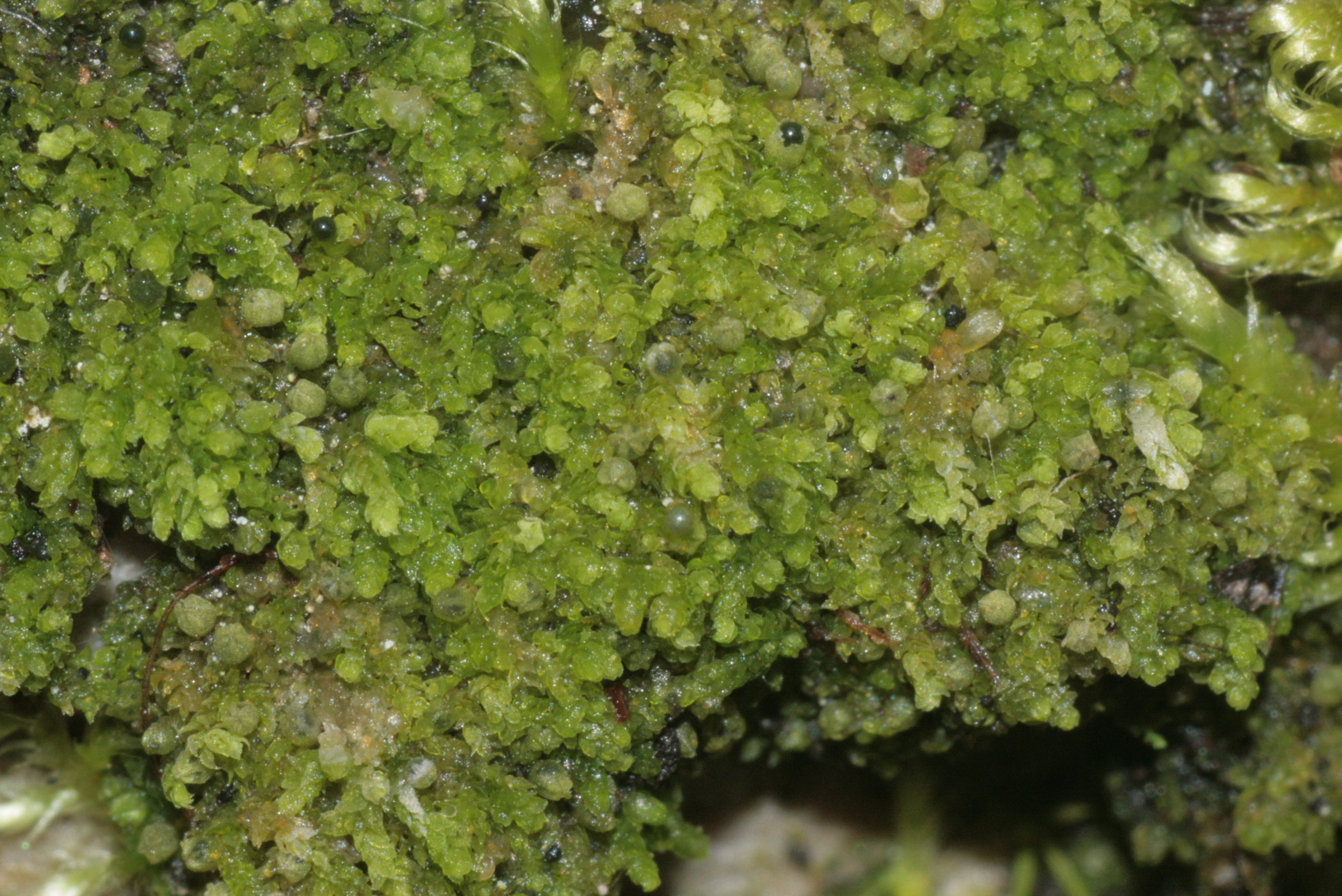
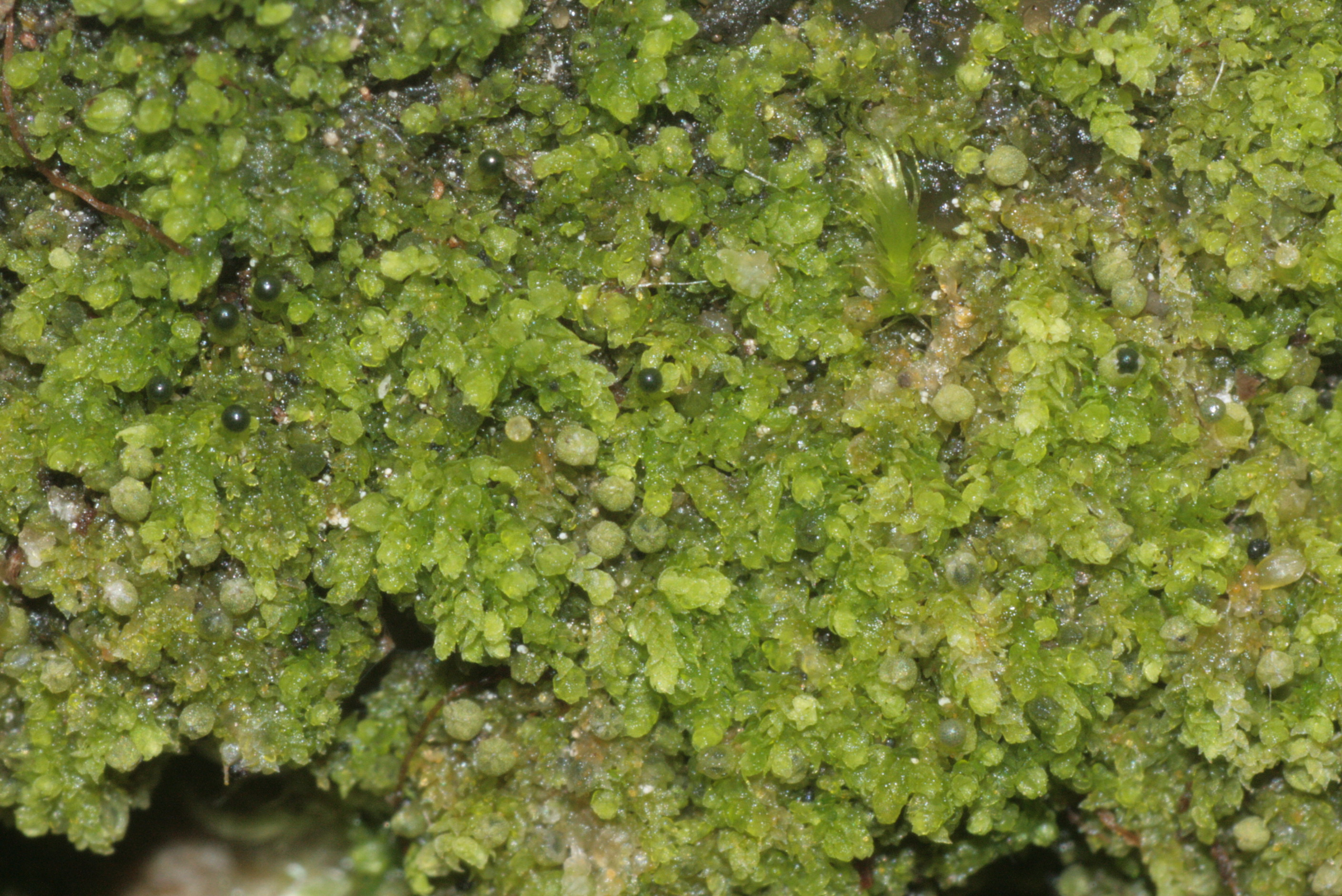

## Dottertaxa till Lejeuneaceae, i alfabetisk ordning[1][2]
- Acanthocoleus
- Acantholejeunea
- Acrolejeunea
- Anoplolejeunea
- Aphanotropis
- Archilejeunea
- Aureolejeunea
- Austrolejeunea
- Blepharolejeunea
- Brachiolejeunea
- Bromeliophila
- Bryopteris
- Calatholejeunea
- Caudalejeunea
- Cephalantholejeunea
- Cephalolejeunea
- Ceratolejeunea
- Cheilolejeunea
- Chondriolejeunea
- Cladolejeunea
- Cololejeunea
- Colura
- Cyclolejeunea
- Dactylophorella
- Dendrolejeunea
- Dicranolejeunea
- Diplasiolejeunea
- Drepanolejeunea
- Echinolejeunea
- Frullanoides
- Fulfordianthus
- Haplolejeunea
- Harpalejeunea
- Hattoriolejeunea
- Kymatolejeunea
- Leiolejeunea
- Lejeunea
- Lepidolejeunea
- Leptocolea
- Leptolejeunea
- Leucolejeunea
- Lindigianthus
- Lopholejeunea
- Luteolejeunea
- Macrocolura
- Marchesinia
- Mastigolejeunea
- Metalejeunea
- Microlejeunea
- Myriocolea
- Myriocoleopsis
- Neurolejeunea
- Odontolejeunea
- Omphalanthus
- Oryzolejeunea
- Otolejeunea
- Papillolejeunea
- Pedinolejeunea
- Phaeolejeunea
- Physantholejeunea
- Pictolejeunea
- Pluvianthus
- Prionolejeunea
- Ptychanthus
- Pycnolejeunea
- Rectolejeunea
- Rhaphidolejeunea
- Schiffneriolejeunea
- Schusterolejeunea
- Siphonolejeunea
- Sphaerolejeunea
- Spruceanthus
- Stenolejeunea
- Stictolejeunea
- Symbiezidium
- Taxilejeunea
- Thysananthus
- Trocholejeunea
- Tuyamaella
- Verdoornianthus
- Vitalianthus
- Xylolejeunea